# Purden Lake Park
Purden Lake Park är en park i Kanada.   Den ligger i provinsen British Columbia, i den centrala delen av landet, 3 400 km väster om huvudstaden Ottawa. Purden Lake Park ligger 818 meter över havet. Den ligger vid sjön Purden Lake.
Terrängen runt Purden Lake Park är huvudsakligen kuperad, men åt nordväst är den platt. Trakten runt Purden Lake Park är nära nog obefolkad, med mindre än två invånare per kvadratkilometer.. Det finns inga samhällen i närheten.
I omgivningarna runt Purden Lake Park växer i huvudsak blandskog.